# Хронология вторжения России на Украину (июнь 2025)
Эта статья является частью хронологии широкомасштабного вторжения РФ на Украину и описывает события, произошедшие в июне 2025 года.

## 1 июня
В ночь с 31 мая на 1 июня 2025 года в России были подорваны два моста: автомобильный в Брянской области и железнодорожный — в Курской.
Служба безопасности Украины провела операцию «Паутина», в результате которой ко 2 июня 2025 года было подтверждено уничтожение 13 российских самолётов.
Институт изучения войны сообщил, что ВС РФ заняли посёлок Заря и село Дылеевка, расположенные около Торецка.

## 3 июня
В 04:44 сработала взрывчатка, заложенная под водой около одной из опор Керченского моста, мост выстоял.
Россия провела ряд ударов по территории Украины. По информации местных властей, погибли 7 человек (3 человека в Сумской области, 3 — в Харьковской, один — в Херсонской). Пострадали 27 человек.

## 5 июня

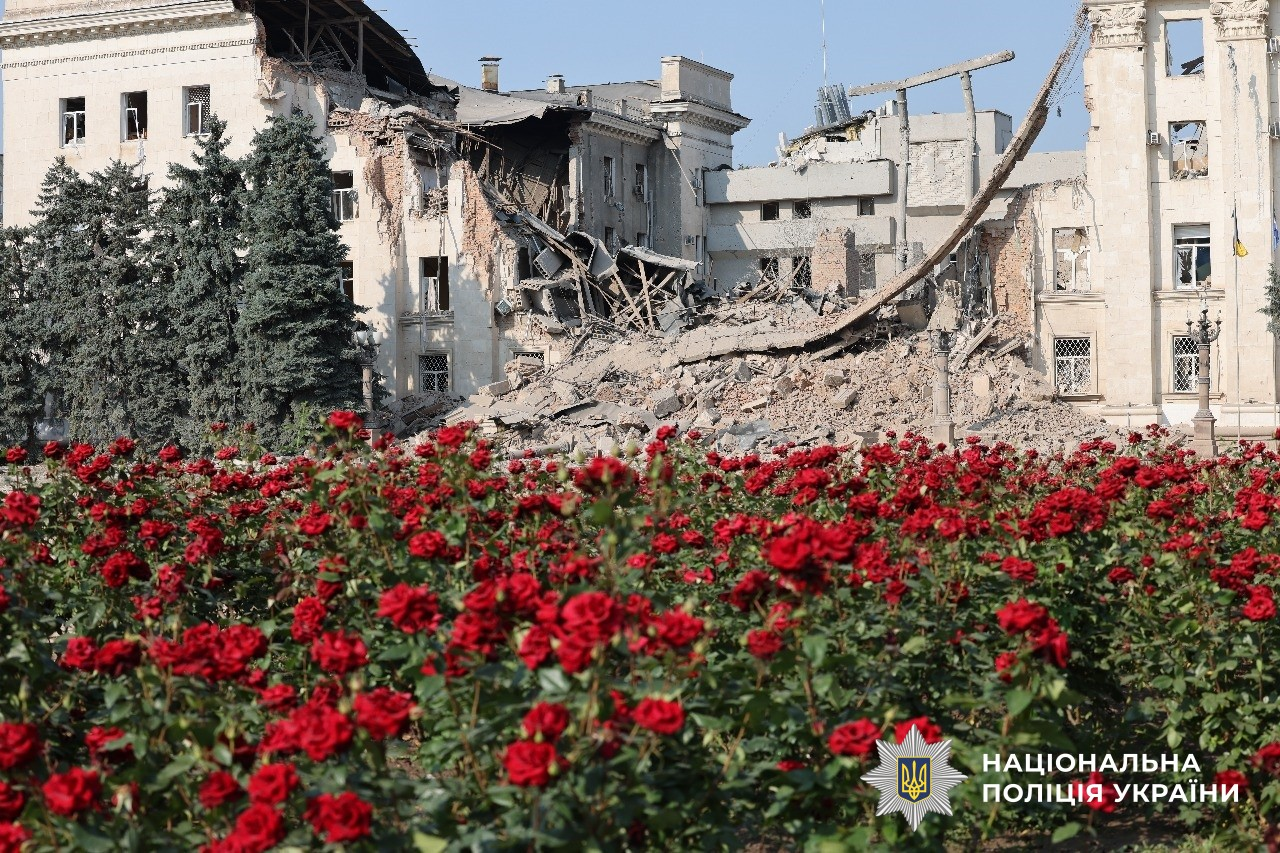
Здание Херсонской областной военной администрации после бомбардировки

Ночной российский массированный обстрел Украины. По данным ВВС Украины, были выпущены 103 беспилотника и одна баллистическая ракета. 74 беспилотника, как сообщается, были сбиты или потеряны. В Прилуках (Черниговская область) погибли не менее 5 человек, в том числе годовалый ребёнок, ещё шестеро госпитализированы. 19 человек пострадали в Харькове.
Российский удар авиабомбами по центру Херсона. Разрушено здание областной администрации (уже неоднократно обстрелянное ранее).

## 7 июня

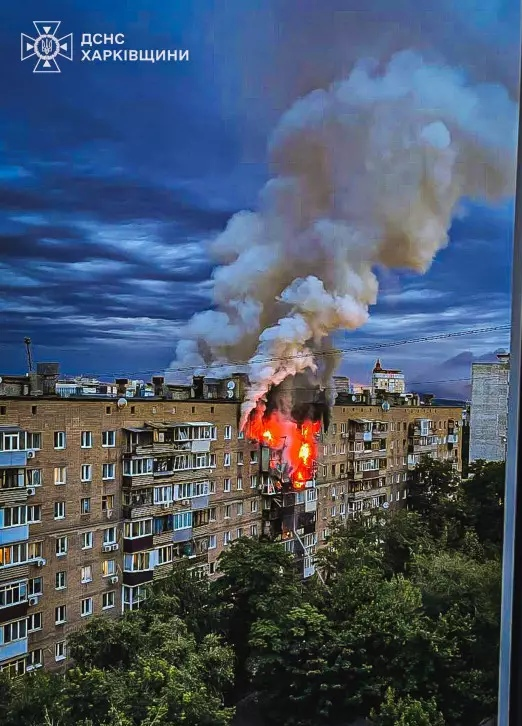
Дом в Харькове после удара 7 июня

Самый массированный российский удар по Харькову с начала войны. По словам мэра Игоря Терехова, было выпущено 48 ударных беспилотников Shahed, две ракеты и четыре управляемые авиабомбы. Одно из попаданий пришлось по Малой Южной железной дороге. Известно о 9 погибших и десятках раненых в городе.

## 9 июня
ВС РФ впервые пересекли границу Днепропетровской и Донецкой областей около села Орехово, находящегося юго-восточнее Новопавловки.

## 10 июня

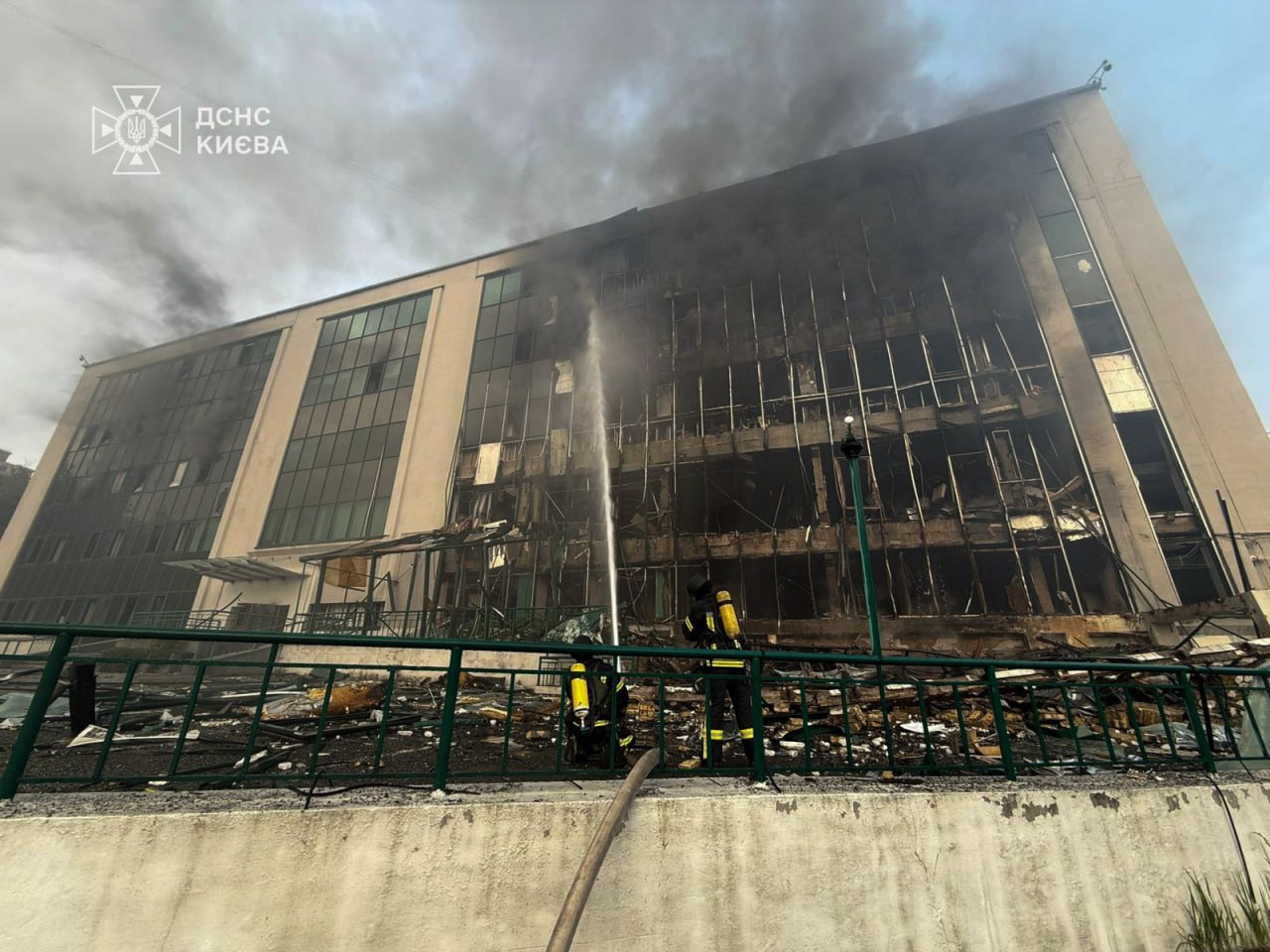
Представительство компании Boeing на Украине после удара

Массированный российский удар по Украине ракетами и беспилотниками — один из самых масштабных с начала войны. Было запущено 315 беспилотников, две баллистические и пять крылатых ракет по Киеву, Одессе и другим городам.
В шести районах Киева возникли пожары и повреждения жилых домов и автомобилей. Кроме того, повреждены бизнес-центры и склады. Загорелось, среди прочего, представительство компании Boeing. В городе пострадали не менее 4 человек. Есть разрушения и в Киевской области.
В Одессе несколько беспилотников попали в жилые дома, вызвав пожары и обрушения. Повреждено административное здание роддома. Погибли два человека и пострадали 9.

## 11 июня

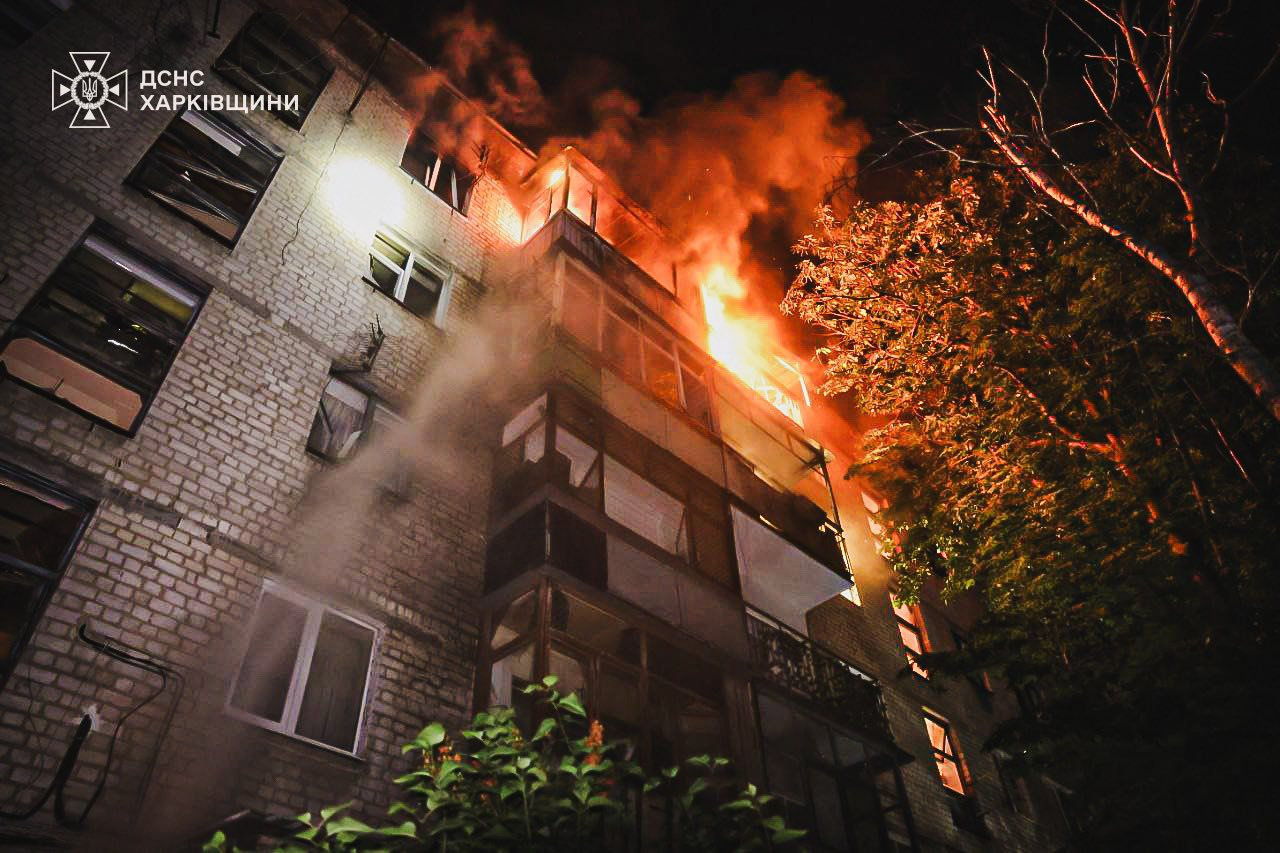
Дом в Харькове после удара

По информации мэра Харькова Игоря Терехова, город был атакован 17 российскими БПЛА. В результате погибли 3 человека, ещё 60 пострадали, среди которых 7 детей (по информации главы Харьковской областной военной администрации О. Синегубова). В результате российских атак 1 человек погиб в Киеве, сообщили местные власти.
ВС РФ пересекли границу Днепропетровской области юго-западнее села Новоукраинка и, возможно, заняли Новоукраинку, Алексеевку, Зелёный Кут и Богатырь.

## 12 июня
ВС РФ оккупировали Алексеевку (Сумская область), Григоровку (юго-западнее Северска) и Котлино.

## 13 июня
ВС РФ заняли Орехово.

## 16 июня
ВС РФ заняли Кондратовку (Сумская область).

## 17 июня

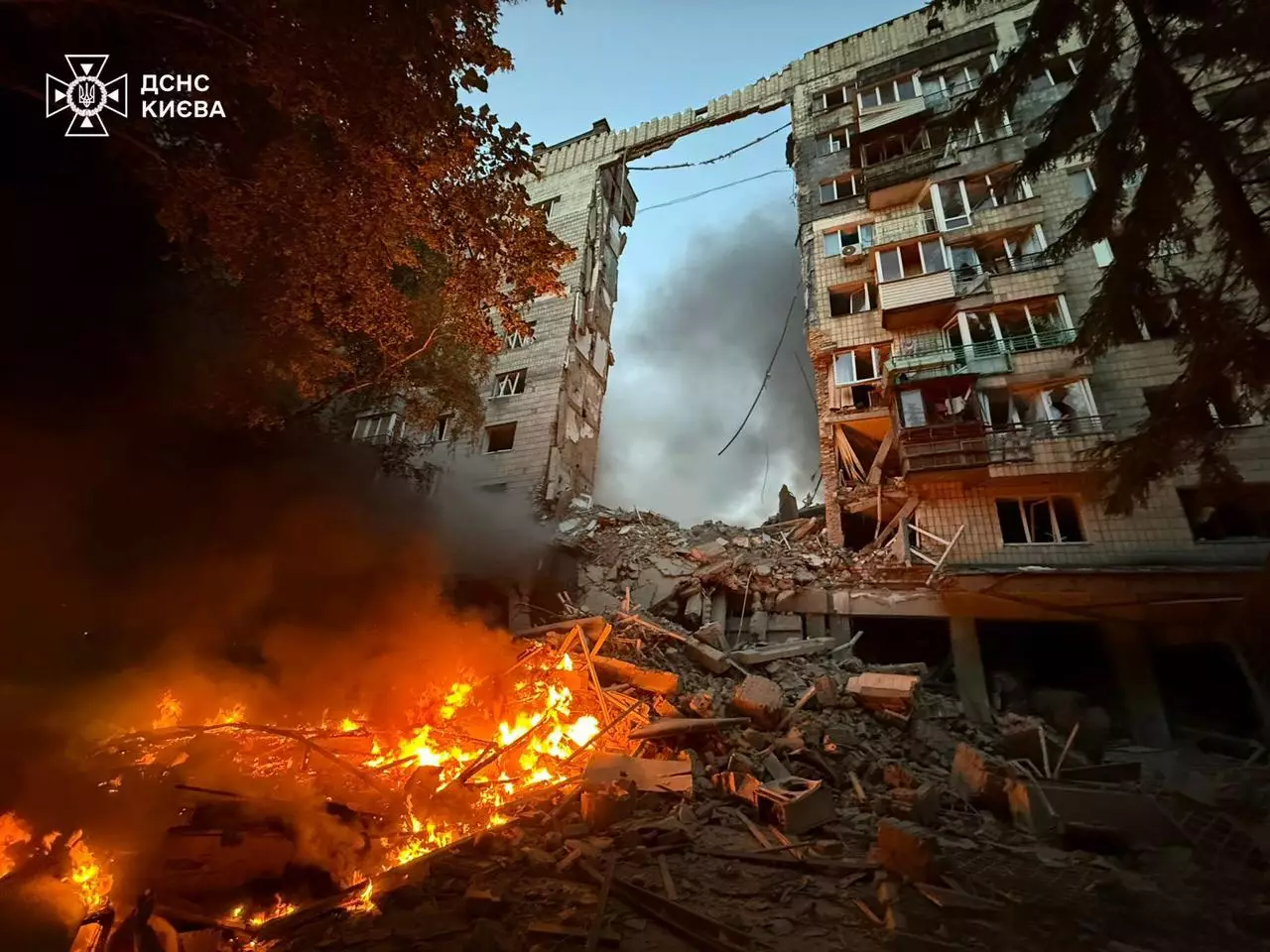
Дом в Киеве после удара

Российский удар по Украине беспилотниками и ракетами. Воздушные силы ВСУ сообщили об уничтожении 428 из 472 воздушных целей. По их данным, среди запущенных ракет были две аэробаллистические и 16 крылатых.
Под ударом был главным образом Киев. По данным местных властей, по городу было выпущено 175 беспилотников, более 14 крылатых и не менее двух баллистических ракет. Воздушная тревога продолжалась около 9 часов. Возникли многочисленные разрушения и пожары. Обрушился подъезд девятиэтажного дома (куда, по данным Воздушных сил ВСУ, попала ракета Х-101), повреждены другие дома, общежития, учебное заведение и склады. Были использованы в том числе ракеты с кассетными боеприпасами. Погибли не менее 28 человек и ранены не менее 134. Следующий день в городе объявлен днём траура.
В Одессе массированный удар беспилотниками, по данным местных властей, разрушил дома в историческом центре, детский сад и инклюзивный центр. Погибли два человека и пострадали 26. В Запорожье повреждены многоэтажный дом, общежитие и гаражи; пострадавших не было.

## 20 июня
ВСУ освободили Андреевку в Сумской области.

## 21 июня

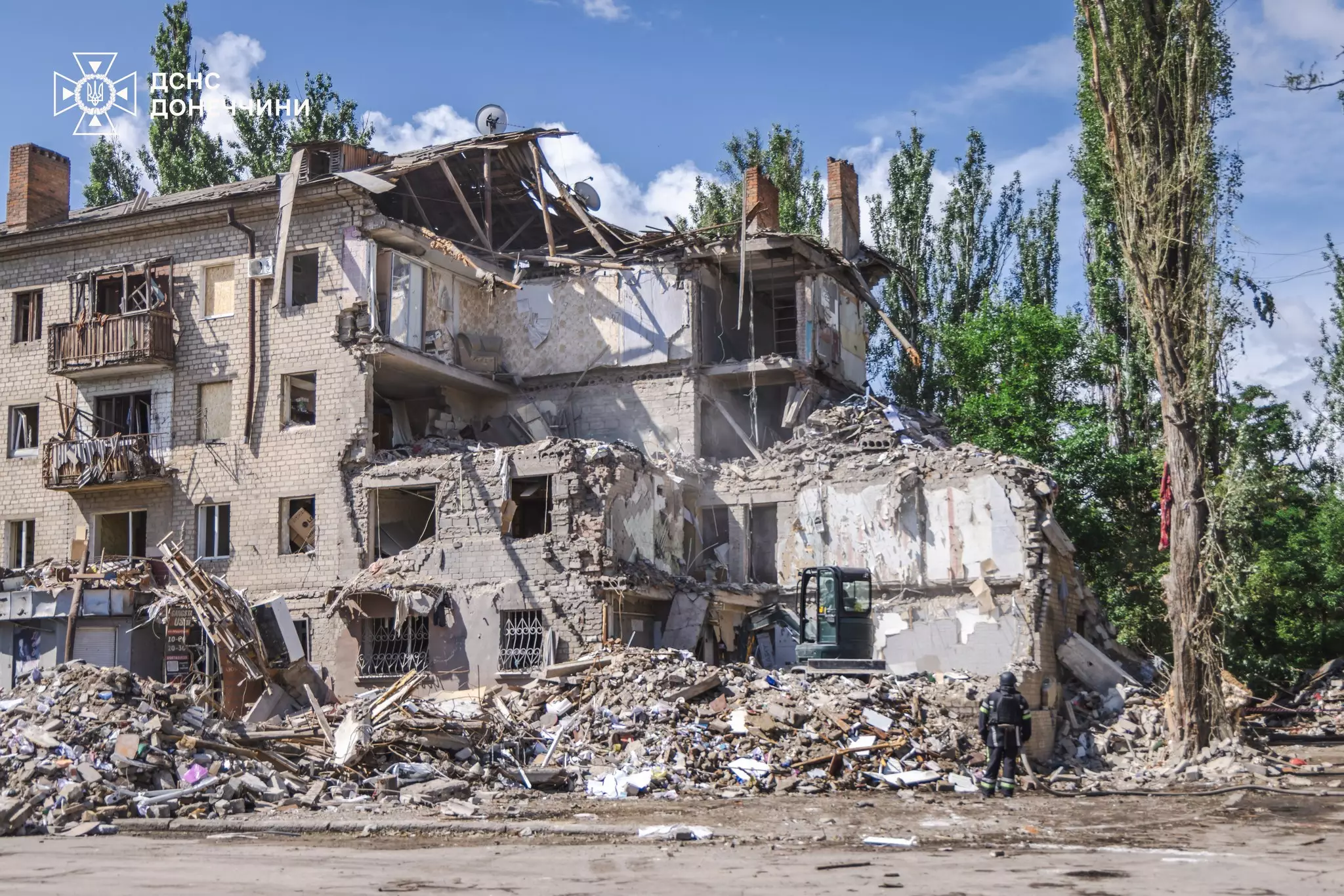
Дом в Краматорске после удара

Российский удар по жилому дому в Краматорске (Донецкая область). Погибли 6 человек и ранены 3.
ВС РФ заняли Шевченко (Великоновосёлковское направление).

## 22 июня
По информации Сухопутных войск Украины, российские военные нанесли ракетный удар по полигону одной из механизированных бригад Украины. Погибли как минимум 3 человека, ранены 11. Согласно сообщению местного телеграм-канала, полигон находится в Николаевской области.

## 23 июня

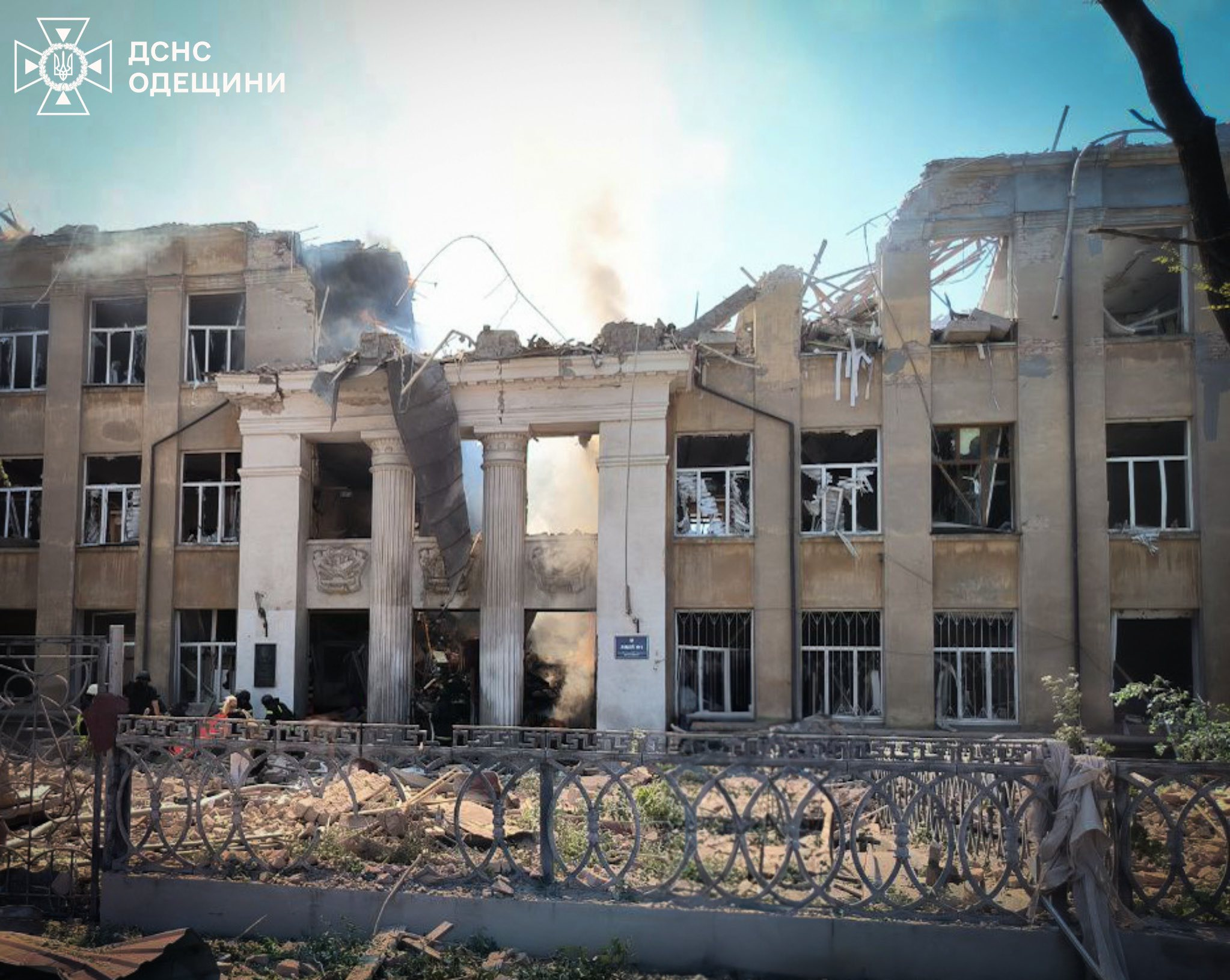
Лицей в Белгород-Днестровском после удара

ВС РФ атаковали Киев ракетами и БПЛА. По информации ГСЧС Украины, погибли 9 мирных жителей и пострадали 34. Разрушен подъезд жилого дома.
Российский ракетный удар по лицею в Белгород-Днестровском (Одесская область). Погибли три сотрудника, не менее 12 человек ранены.
ВС РФ заняли Грековку.

## 24 июня

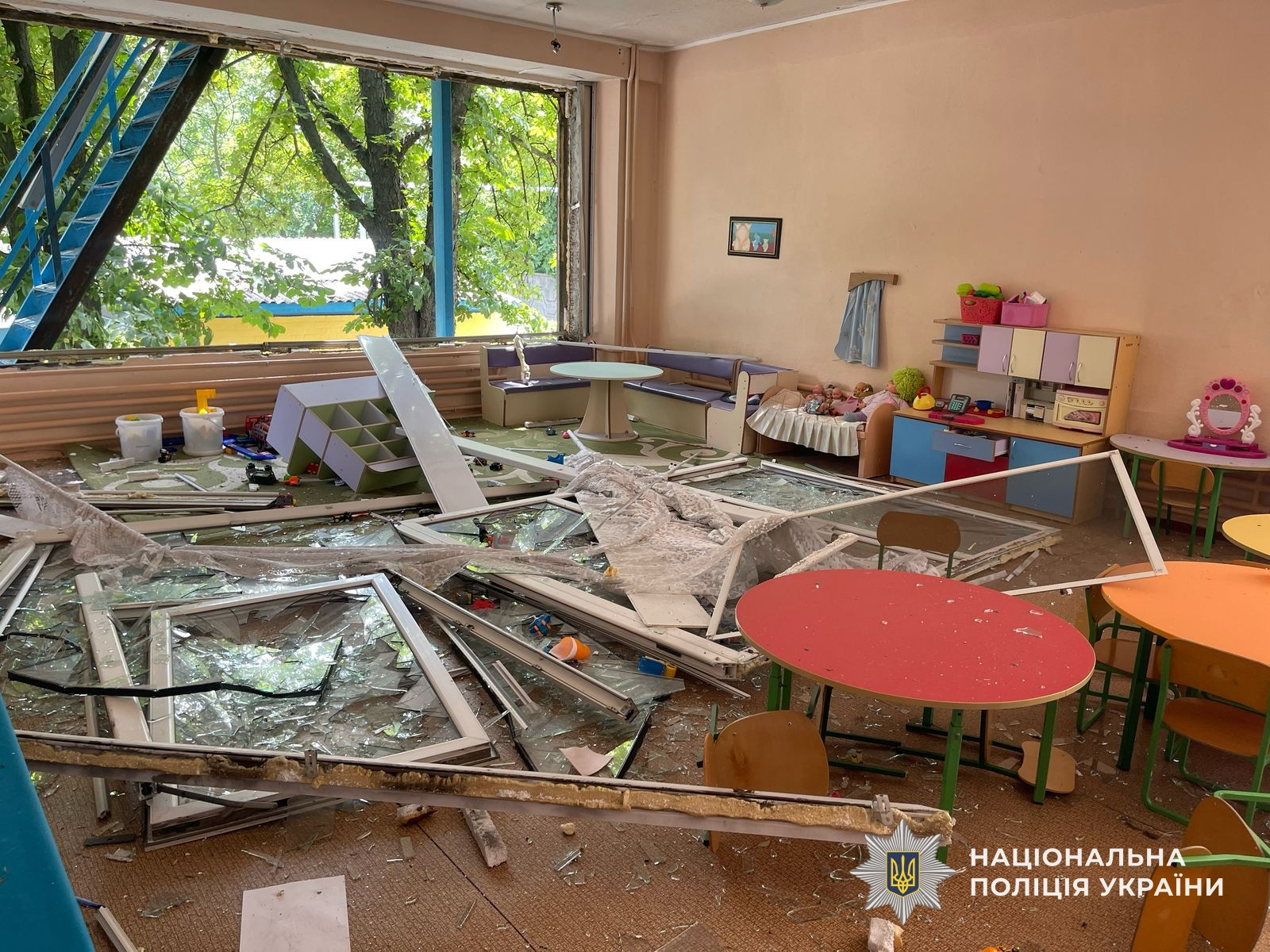
Повреждённый ударами детский сад

ВС РФ утром нанесли удар баллистическими ракетами по Днепру и области. По информации местных властей, погиб 21 человек в Днепре и ещё двое — в соседнем городе Самар, не менее 340 человек пострадали. Повреждения получили жилые дома, здания 19 школ, десяти детских садов и восьми медицинских учреждений. Также повреждён пассажирский поезд Одесса — Запорожье.
ВС РФ заняли Новосергиевку на Новопавловском направлении.
ВС РФ в ходе боёв за Покровск заняли Малиновку, расположенную северо-восточнее города.

## 26 июня
Минобороны РФ заявило о перехвате 50 украинских дронов при атаках на Курскую, Брянскую и Ростовскую области.
Главнокомандующий ВСУ заявил об остановке наступления в Сумской области и назвал её оборону приоритетной задачей.
Украинская и российская сторона провели очередной обмен пленными.
ВС РФ заняли Андреевку в Сумской области.

## 27 июня
ООН опубликовала доклад об ударах по гражданским лицам FPV-дронами. По данным доклада, количество таких ударов в последний год резко выросло, и они стали одной из основных причин гибели и ранений мирных жителей. С начала войны до 30 апреля 2025 года от FPV-дронов погибли не менее 395 человек (в том числе трое детей) и ещё 2635 человек (в том числе 57 детей) были ранены. 334 человека погибли на территории, подконтрольной Украине, и 61 — на оккупированной Россией.

## 28 июня

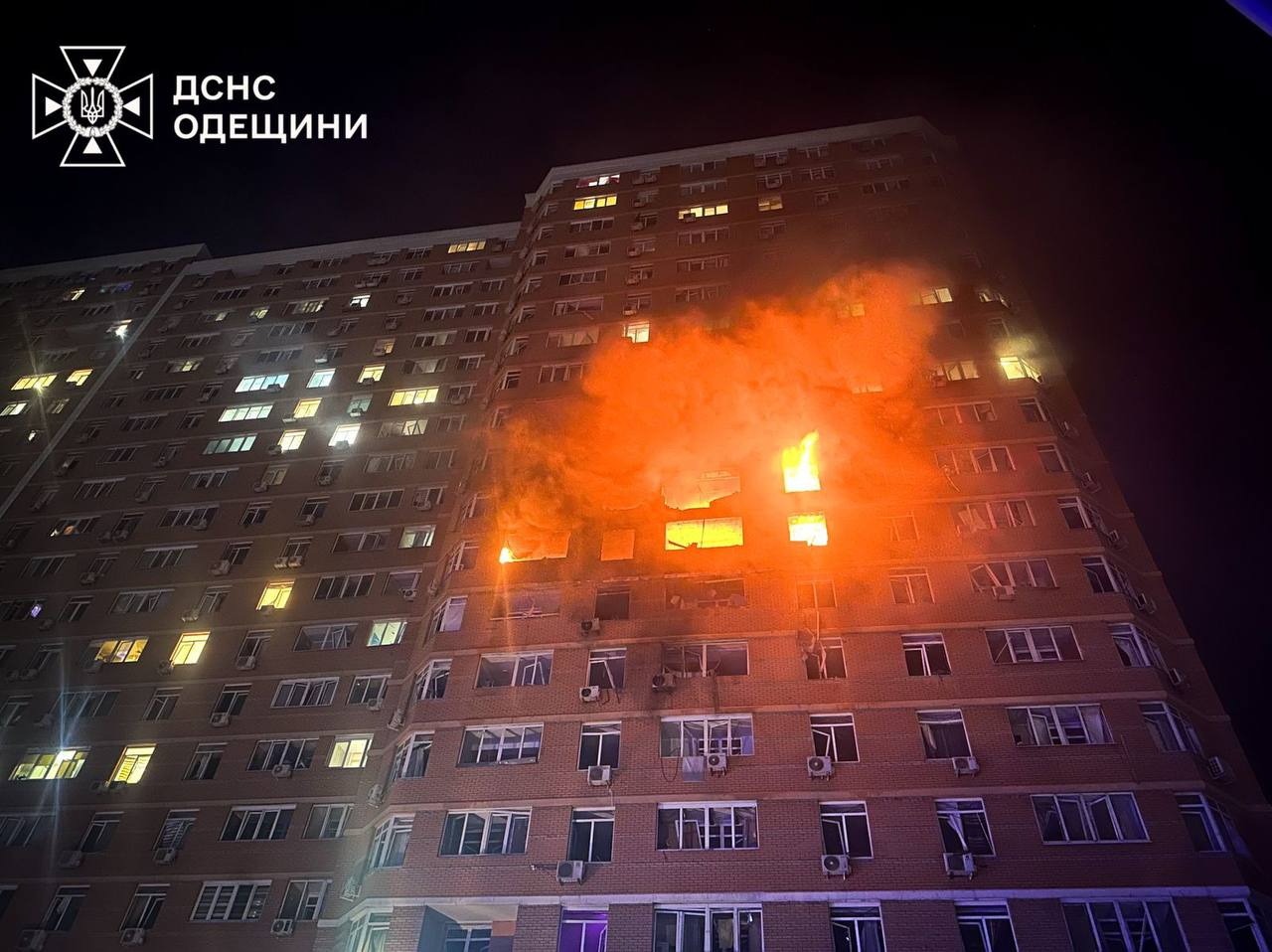
Дом в Одессе после удара

В ночь на 28 июня российская армия совершила обстрел Одессы беспилотниками. По данным Воздушных сил ВСУ, по городу и области было запущено 23 беспилотника (в том числе имитаторы), из которых все, кроме одного, были сбиты или локационно потеряны. Был повреждён 21-этажный дом, погибли два человека и пострадали 17.

## 29 июня
Россия нанесла по Украине массированный удар: применены 477 дронов и 60 ракет различных типов. По данным ВСУ, уничтожено 475 целей. В ходе отражения атаки погиб пилот F-16, подполковник Максим Устименко.
Владимир Зеленский подписал указ о выходе Украины из Оттавской конвенции о запрете противопехотных мин.

## 30 июня
ВС РФ заняли Новониколаевку Донецкой области.
Согласно заявлениям главы Удмуртии Александра Бречалова, украинские БПЛА совершили атаку одного из предприятий, расположенного в Ижевске. 3 человека погибли, 35 человек ранены, в том числе 10 — тяжело. По информации украинского телеграм-канала, атака была совершена на Ижевский электромеханический завод «Купол», специализирующийся на выпуске военной техники.

## Итоги
В июне 2025 года Россия запустила по Украине рекордное количество беспилотников: 5429.
По данным Мониторинговой миссии ООН по правам человека в Украине, за июнь 2025 года на территории Украины из-за боевых действий погибли не менее 232 мирных жителей и ранены не менее 1343. 53 % погибших стали жертвами дальнобойных ударов ракетами и беспилотниками по жилым районам. Количество ракет и беспилотников, запущенных Россией по Украине, было более чем вдесятеро больше, чем в июне предыдущего года. Суммарное число погибших и пострадавших за месяц стало максимальным за три с лишним года (с апреля 2022 года).